# Kuru (malattia)
Il kuru è una malattia a decorso letale riscontrata negli aborigeni della Nuova Guinea, ora in gran parte debellata, che ha molte somiglianze con la malattia di Creutzfeldt-Jakob.

## Epidemiologia e storia
Nel 1955 il medico Vincent Zigas decise di studiare l'anomalo incremento di patologie neurologiche che colpivano alcune tribù di indigeni viventi nella Nuova Guinea.
Prende in esame la tribù dei Fore della Papuasia, vittime di una malattia particolare che gli indigeni chiamano kuru, parola che nella lingua locale significa "tremore" o "brivido". Questa malattia porta inevitabilmente alla morte del malato ed è caratterizzata da perdita di equilibrio, movimenti oculari innaturali e tremori vari. Zigas, studiato il fenomeno, mette in allarme le autorità australiane.
Nel 1957, Zigas si reca nella zona maggiormente colpita, accompagnato dal microbiologo e pediatra statunitense Carleton Gajdusek, allo scopo di stilare una statistica del fenomeno kuru. I due studiosi giungono alla conclusione che la malattia sia legata all'usanza cannibalistica di mangiare, durante alcuni riti sacri, il cervello dei cadaveri. Zigas preleva alcuni campioni di sangue e di cervello dalle vittime morte di kuru e li spedisce perché siano analizzati, ma non vengono trovate tracce di virus.
Dopo un anno di studio, i due pubblicano i loro risultati: il 60% delle donne adulte e un terzo dei bambini a cui viene dato da mangiare il cervello dei defunti contrae la malattia. Gli uomini adulti, che in quanto cacciatori mangiano solo i muscoli dei defunti, vengono risparmiati dal kuru.
Dopo questo studio, dal 1957 viene proibito il rito del cannibalismo: negli anni successivi l'incidenza del kuru diminuisce sensibilmente. In tempi recenti (2001), i rari casi riscontrati sono stati attribuiti a contagi risalenti a prima del divieto.
Per quanto riguarda le origini del kuru, i due studiosi hanno ipotizzato si trattasse di un'insorgenza della malattia di Creutzfeldt-Jakob in seguito mutata in loco.

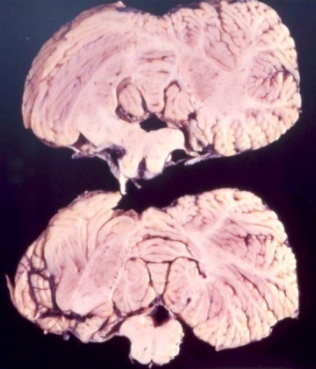
Cervelletto di una vittima di kuru

## Sintomi
Negli studi sul kuru compiuti da Gajdusek, si elencano tre stadi sintomatologici principali:
1. Lo stadio ambulante, con incertezza di postura, andatura, voce, mani e occhi; deterioramento del parlato; brividi, perdita della coordinazione nelle estremità inferiori che procede lentamente verso l'alto, e disartria.
2. Lo stadio sedentario: il paziente non può più camminare senza supporto, si intensificano i tremori e l'atassia, compaiono tic muscolari da shock, labilità emotiva, scoppi di risa, depressione e rallentamento dei processi cognitivi. In questa fase la degenerazione muscolare non è ancora comparsa e i riflessi tendinei sono di solito normali.
3. Lo stadio terminale è caratterizzato da incapacità di mantenere la posizione seduta senza supporto, atassia più severa, tremori e disartria più accentuati, incontinenza urinaria e fecale, disfagia e comparsa di profonde ulcerazioni. Causa di questa condizione è la disfunzione a livello del cervelletto.

Questi sintomi sono comuni nelle malattie da prioni, come il summenzionato morbo di Creutzfeldt-Jakob.